# Carl Goehring
Carl Goehring, auch Karl Goehring oder Carl Göhring (* vor 1843 – nach 1869) war ein deutscher Autor, Herausgeber, Publizist und Historiograph, der in der Mitte des 19. Jahrhunderts insbesondere in Leipzig aktiv war. Seine Bücher wurden von den Leipziger Verlagshäusern Teubner, Dyk, Schäfer, Meißner, Minde, Naumburg, Wigand und Fleischer veröffentlicht.

## Goehrings nationalpädagogische Erzählweise
Goehring führte in der Mitte des 19. Jahrhunderts eine Erzählform weiter, die vom Schriftsteller Joachim Heinrich Campe Ende des 18. Jahrhunderts geprägt wurde. Die für Campe typische „aufklärungsspezifische philanthropisch-literarische Gestaltungsform“ ist auch in vielen Werken Goehrings zu finden. Er benutzte diese Art der Erzählung und Gestaltung als nationalpädagogisches Mittel. Die Mehrheit seiner Publikationen fokussierte sich ab Mitte des 19. Jahrhunderts auf die Zielgruppe der „deutschen Jugend“.

### Verherrlichung des Deutschen
In Goehrings wiederholt aufgelegtem Werk Columbus. Die Entdeckung Amerika’s für Deutschlands Jugend erzählt, ist die Methode Campes deutlich zu erkennen. Das Werk Göhrings kann als zeitgenössische Aktualisierung von Campes Entdeckung von Amerika gesehen werden. Goehring hat Campes Erzählung dem Stil der „vaterländisch moralischen Geschichtserzählung“ angepasst und in eine eigene Version von nationalpädagogischer Erzählung verwandelt.
Die Campesche Methode wird beispielsweise in der Einleitung der Vaterfigur als entor deutlich, der seinen Kindern in einem besonderen Erziehungsdiskurs, in teils belehrender, teils unterhaltender Erzählweise, die Zeitgeschichte in Geschichten erzählt. Diese Perspektivierung verschmolz in Goehrings Falle mit der Verherrlichung des Deutschen, eine Tendenz, die zur Zeit der Publikation, in den Sechziger-Jahren des 19. Jahrhunderts, populär war. Kolumbus wurde von Goehring als deutscher Mann glorifiziert, obwohl er gebürtiger Italiener und in spanischer Mission unterwegs war. Goehring benannte genau die Charakterzüge des idealisierten Kolumbus als „echt deutsch“, welche ihn in der Erzählung als Helden ausmachten. Dem Ganzen ging Goehrings Idee voraus, dass der deutsche „Nationalcharakter“ der gesamten Welt angehöre, da dieser das nationalpädagogische Idealvorbild sei. Mit dieser Einstellung stellte Goehring Kolumbus als „deutschen“ Charakter dar, da „alles Vortreffliche in der Welt deutsch sei“. Der Fokus auf die deutsche Nationalität und ihr positives Verständnis wird in folgendem Ausschnitt aus Goehrings Columbus deutlich:
„So versammelt Euch um mich, Auguste, Cölestin, Anna, Rudolph, Bruno, und wie Ihr sonst heißen mögt, Ihr wackeren Knaben und Mägdlein alle des weiten schönen Deutschlands, und lasst mich Euch eine Geschichte erzählen! […] Kommt her, Ihr deutschen Knaben und Mägdlein, ich will Euch von einem Manne erzählen! Und wisst Ihr, was es bedeutet, das Wort Mann? Gewiss eine hohe Bedeutung liegt darin. […] Ich kenne Euch aber zu gut, als dass ich nicht glauben sollte, dass Ihr am liebsten von einem deutschen Manne vernehmet. Ja, auch der, von welchem ich Euch erzähle ist ein Deutscher. Nicht, dass er in Deutschland geboren wäre, nicht, dass er in Deutschland seine Thaten ausgeführt hätte, sondern weil er allen Ländern und Völkern zugleich, der ganzen Welt, also auch Deutschland angehörte. Ja, und werden wir sein geistiges Wesen, seine Tiefsinnigkeit, die unüberwindliche Kraft seiner Überzeugung, die Felsenhaftigkeit seines Willens, die Unerschöpflichkeit seiner Ausdauer, seinen Heldenmuth und seine Besonnenheit betrachten, so werden wir meinen, er müsse in Deutschland geboren und erwachsen sein. Denn alle jene Charaktereigenschaften sind echt deutsch. Und fürwahr, er steht da der Mann meiner Erzählung, dass er das treueste Bild der trefflichsten Helden unsers schönes Vaterlandes zu sein scheint und jedes deutsche Herz sich unwillkührlich, als ob es dem seinigen verwandt wäre, an ihn kettet.“
Ähnlich der Erzählweise Campes betonte Goehring Kolumbus deutschen Charakter während der gesamten Erzählung. Goehring übernahm auch die besondere Funktion der Erzählstimme, die Campe benutzte. Der Familienvater als Erzählstimme wurde so während der Erzählung besonders hervorgehoben, wenn er Kommentare zu den Ereignissen und Erlebnissen Kolumbus abgab. In ähnlicher Manier wurde über die Reisen von Alexander von Humboldt in Goehrings Reisen in den Aequinoctialländern von Amerika: Alexander von Humboldt erzählt. Wieder lädt die väterliche Erzählstimme dazu ein, einer aufregenden und lehrreichen Geschichte zuzuhören. Ähnlich wie Kolumbus wurde Humboldt von Goehring als starker, bewundernswerter Mann dargestellt, der dem deutschen jugendlichen Publikum als Vorbild dienen sollte.

### Kulturelle Vergleiche
Goehring stellte oft Bezüge von fernen Kulturen zur deutschen Kultur her. In Cortez machte er viele Anstalten, die Welt der Azteken und Maya seinem jugendlichen Publikum nahezubringen, indem er ihre Kultur mit Kulturen verglich, die den jugendlichen Lesern bekannt waren. Er erzählte zum Beispiel von der Eroberung und Zertrümmerung der Stadt Tenochtitlán und verglich sie mit Rom. Damit versuchte er die Stadt und die Welt der Azteken in ein von seinen jugendlichen Lesern bekanntes Gebiet zu bewegen, was noch deutlicher wurde, wenn er den aztekischen Götzendienst mit dem der alten Deutschen verglich.
„Hier scheint der Götterdienst ein anderer gewesen zu sein als in den nördlichen Ländern, denn die Ruinen enthalten ungemein viele freistehende Götzenbilder, welche einen Waldgottesdienst vermuten lassen, wie er etwa auch bei den alten Deutschen gebräuchlich gewesen ist.“
Außerdem beschuldigt er die Spanier, denen er eine Zerstörungswut bescheinigt, für den Verlust an Bildmaterial von den Azteken. Stattdessen zeigte Goehring Zeichnungen des Künstlers Frederick Catherwood, beispielsweise von der bekannten Mayastele von Copán. Dies geschah ohne Verweis auf den Künstler, jedoch mit Ausdruck der eigenen Meinung Goehrings, erstens in Bezug auf die Zeichnungen und zweitens in Bezug auf die Virtuosität und das Handwerk der Maya und Azteken.
„Die Spanier haben alle Götzenbilder dort zerstört, so dass wir gewiss keine Kenntnis von der künstlerischen Form dieser Bildungen erhalten hätten, wenn nicht in dem südlichsten Teile des mexikanischen Reiches einige dieser wunderlichen Bilder unter den Trümmern der zerstörten Tempel liegen geblieben und in der jüngsten Zeit von wissbegierigen Altertumsforschern aufgefunden worden wären. Ich zeige Euch, liebe Kinder, ein solches Götzenbild, wie es ziemlich gut erhalten, in den Trümmern von Copan in der heutigen Republik Guatemala gefunden worden ist. Ihr bewundert darin gewiss nicht weniger den erfindungsreichen Geist, als die Kunstfertigkeit jener Indianer, welche von den Spaniern für rohe Wilde gehalten, oder wenigstens als solche behandelt wurden.“

## Publikationen
- Polen unter russischer Herrschaft: Reisen und Sittenschilderungen aus der neuesten Zeit. (3 Bände). 1843. Leipzig: Fleischer, Friedrich (Band 1 und 3 auch erschienen 1843 in Leipzig: Teubner).
- Warschau: eine russische Hauptstadt. (2 Bände). 1844. Leipzig: Wigand.
- Der Pietist: Ein religiöser Zeitroman in sechszehn Trakten / von Jean Paul. In dessen Nachlaß vorgefunden 1845. Grimma: Comptoir.
- Geschichte des polnischen Volkes von seinem Ursprunge bis zur Gegenwart. (4 Bände). 1846–1847. Leipzig: Naumburg.
- Geschichte des polnischen Volkes von seinem Ursprunge bis zur Gegenwart. (4 Bände). 1847. Leipzig: Meißner (2. Ausgabe der ersten zwei Bände 1851).
- Schleswig-Holstein: National-Roman. (Band 1 & 2, Band 3 & 4). 1847. Leipzig: C. Berger’s Buchhandlung.
- Deutschlands Schlachtfelder, oder Geschichte sämmtlicher großen Kämpfe der Deutschen: von Hermann, dem Cherusker, bis auf unsre Zeit / nach den besten Quellen bearb. von C. Goehring. (3 Bände). 1848. Leipzig: Teubner (2. Auflage 1861; 3. Auflage 1868).
- Columbus: die Entdeckung Amerika’s; mit 8 color. Stahlstichen und einer Kte. von Westindien. (2. Auflage). 1849. Leipzig: Teubner. (3. Auflage in 1859; 4. Auflage in 1863, 5. Auflage in 1872)
- Zeitschrift: Weltereignisse: Encyclopädie der Gegenwart in Wort und Bild. 1855–56. Leipzig: Schäfer.
- Geschichte Deutschlands in den Lebensperioden seiner Kaiser. (2 Bände). 1855. Leipzig: Schäfer.
- Ulrich von Hutten, der Streiter für deutsche Freiheit, in seinem Leben und Wirken für das deutsche Volk und die reifere Jugend / dargest. von C[arl] Göhring. Mit 7 Stahlstichen (nach Jagemann [von] H. Winkles) 1862. Leipzig: Teubner.
- Loyola, der erste Jesuit und seine Stiftung: Roman. (4 Bände). 1864–65. Leipzig.
- Cortez: die Eroberung von Mexico; Fortsetzung von „Columbus“; Deutschlands wackerer Jugend erzählt. 1866. Leipzig: Dyk.
- Reisen in den Aequinoctialländern von Amerika: Alexander von Humboldt / Für Deutschlands Jugend bearb. von Karl Goerhring. Mit zahlr. Illustr. in Holzschn. u. Steindr. [von H. Krüger]. 1867. Leipzig: Dyk.
- Die Kriege Preußens gegen Oesterreich von 1740 bis 1866, und zwar das Erste und Zweite Schlesische, der Siebenjährige und der Siebentägige Krieg: in ihrem natürlichen Zusammenhange volksthümlich geschildert. (2 Bände). 1867. Leipzig: Minde.
- Die Helden des deutschen Befreiungskrieges und dessen Geschichte: quellenmäßig der Jugend und dem Volke erzählt. 1869. Leipzig: Teubner.